# كادوقلي

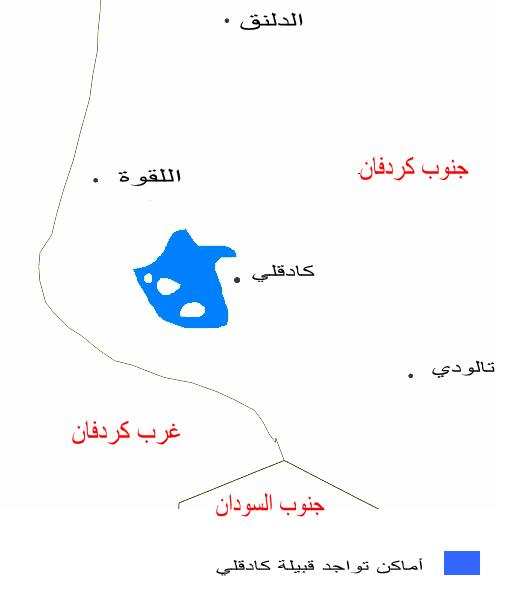

كاَدُقْلِي مدينة تقع في ولاية جنوب كردفان في السودان على سفوح جبل يحمل اسمها على ارتفاع  499 متر (1637.14 قدم) فوق سطح البحر وتبعد عن الخرطوم العاصمة حوالي 589 كيلو متر  ( 365.9 ميل ) وهي عاصمة ولاية جنوب كردفان، وتقع في منطقة غنية بثرواتها الطبيعية الزراعية والمعدنية.

## أصل التسمية
كادقلي وتكتب أيضاً كادوقلي هو اسم إحدى مجموعات قبائل النوبا التي تقطن المنطقة وهو أيضاً اسم الجبل الذي تقع المدينة على سفوحه.

## التاريخ
كانت كادوقلي نقطة حربية متقدمة وسوقاً للمحاصيل الزراعية والإنتاج الحيواني في عهد التركية السابقة بالسودان، ومن المعروف أن المنطقة شهدت قيام مملكة تقلي الإسلامية التي استمرت زهاء قرنين من الزمان.
خضعت كادوقلي للدولة المهدية منذ سنواتها الأولى، فقد تحصن قائد الثورة المهدية محمد أحمد المهدي في جبل القدير قبل انطلاقه نحو مدينة الأبيض كما انسحب إلى المنطقة الخليفة عبد الله التعايشي بعد معركة كرري ليعيد تنظيم قواته قبل مقتله في واقعة أم دبيكرات.
وشهدت كادوقلي إبان الحكم الثنائي كغيرها من مناطق جبال النوبا ثورات ضد الإنجليز بسبب سياساته الاستعمارية ومن بينها سياسة العزل التي مارسها ضدهم، ابرزها كان في عام 1904 في منطقة الداير وفي الليري في عام 1906 م. ولم تتمكن الإدارة البريطانية من القضاء على تلك الثورات إلا في عام  1929.

### قانون المناطق المقفولة
في عام 1932 م تولى السير دوجلاس نيوبولد إدارة منطقة جبال النوبا، واعلن الحكم الثنائي جبال النوبة منطقة مقفولة يسرى عليها قانون المناطق المقفولة أسوة بغيرها من مناطق أخرى في السودان ومن بينها جنوب السودان، حيث يحرم دخولها على العرب والمسلمين وسكان شمال السودان قاطبة إلا بإذن خاص، واستثنى القانون الإرساليات التبشيرية المسيحية، وبغض النظر عن الهدف منه وفيما إذا كان يعني تجسيداً لسياسة فرق تسد الاستعمارية إلا أنه أدى إلى حرمان المنطقة من مواكبة التطور والتنمية، ولذلك فقد وجد مقاومة من أبنائها الذين أرادوا فك العزلة والتواصل مع العالم من حولهم. وتم في عام 1949 م إلغاء القانون. واعقب ذلك إن شهدت كادوقلي طفرة اقتصادية واجتماعية عندما تم إنشاء محالج القطن فيها والمناطق المجاورة لها مثل تلودي ولقاوة و الدلنج وأم برمبيطة وكالوقي وأبي جبيهة.
وباشتعال الحرب الأهلية السودانية الثانية في ثمانينيات القرن الماضي تعرضت المدينة لعمليات ومناوشات عسكرية.

## المناخ
تقع كادقلي في الحزام السوداني المطير في منطقة السافانا الغنية، وهي بذلك تتميز بصيف حار ممطر تتراوح أعلى درجات الحرارة فيه ما بين 39 درجة مئوية في شهر أبريل / نيسان و31  درجة مثوية في اغسطس / آب وتتراوح درجات الحرارة الدنيا ما بين 23 درجة في مايو / أيار و17 درجة مثوية في يناير / كانون الثاني.
في الفترة ما بين مارس / آذار ونوفمبر / تشرين الثاني تهطل الأمطار التي يصل معدلها إلى 722 مليمتر سنوياً.
| البيانات المناخية لـكادقلي   | البيانات المناخية لـكادقلي | البيانات المناخية لـكادقلي | البيانات المناخية لـكادقلي | البيانات المناخية لـكادقلي | البيانات المناخية لـكادقلي | البيانات المناخية لـكادقلي | البيانات المناخية لـكادقلي | البيانات المناخية لـكادقلي | البيانات المناخية لـكادقلي | البيانات المناخية لـكادقلي | البيانات المناخية لـكادقلي | البيانات المناخية لـكادقلي | البيانات المناخية لـكادقلي |
| الشهر                        | يناير                      | فبراير                     | مارس                       | أبريل                      | مايو                       | يونيو                      | يوليو                      | أغسطس                      | سبتمبر                     | أكتوبر                     | نوفمبر                     | ديسمبر                     | المعدل السنوي              |
| ---------------------------- | -------------------------- | -------------------------- | -------------------------- | -------------------------- | -------------------------- | -------------------------- | -------------------------- | -------------------------- | -------------------------- | -------------------------- | -------------------------- | -------------------------- | -------------------------- |
| متوسط درجة الحرارة الكبرى °ف | 93                         | 97                         | 102                        | 102                        | 100                        | 93                         | 88                         | 88                         | 90                         | 93                         | 97                         | 95                         | 95                         |
| متوسط درجة الحرارة الصغرى °ف | 63                         | 66                         | 69                         | 73                         | 73                         | 70                         | 70                         | 72                         | 68                         | 68                         | 64                         | 63                         | 68                         |
| الهطول إنش                   | 0                          | 0                          | 0.1                        | 0.6                        | 2.9                        | 4.4                        | 5.9                        | 6.0                        | 5.6                        | 3.0                        | 0.1                        | 0                          | 28.6                       |
| متوسط درجة الحرارة الكبرى °م | 34                         | 36                         | 39                         | 39                         | 38                         | 34                         | 31                         | 31                         | 32                         | 34                         | 36                         | 35                         | 35                         |
| متوسط درجة الحرارة الصغرى °م | 17                         | 19                         | 21                         | 23                         | 23                         | 21                         | 21                         | 22                         | 20                         | 20                         | 18                         | 17                         | 20                         |
| الهطول مم                    | 0                          | 0                          | 2                          | 14                         | 73                         | 112                        | 149                        | 152                        | 141                        | 75                         | 3                          | 0                          | 721                        |
| المصدر: Weatherbase          |                            |                            |                            |                            |                            |                            |                            |                            |                            |                            |                            |                            |                            |

## الإقتصاد
تعتبر كادوقلي إحدى المراكز المهمة في تجارة الصمغ العربي والمواشي، وتوجد بها بعض الصناعات الخفيفة مثل الغزل والنسيج والصابون ودباغة الجلود.

## الرياضة
للرياضة في كادوقلي مكانة بارزة وسط أنشطتها الاجتماعية والشبابية. ومن كادوقلي قدم الكثير من نجوم كرة القدم في الأندية الكبيرة بالعاصمة المثلثة مثل نادي المريخ و الهلال و الموردة. كما ينتمي إليها العدّاء السوداني العالمي الشهير والحائز على الميداليات الذهبية أبوبكر كاكي.

## أحياء كادوقلي

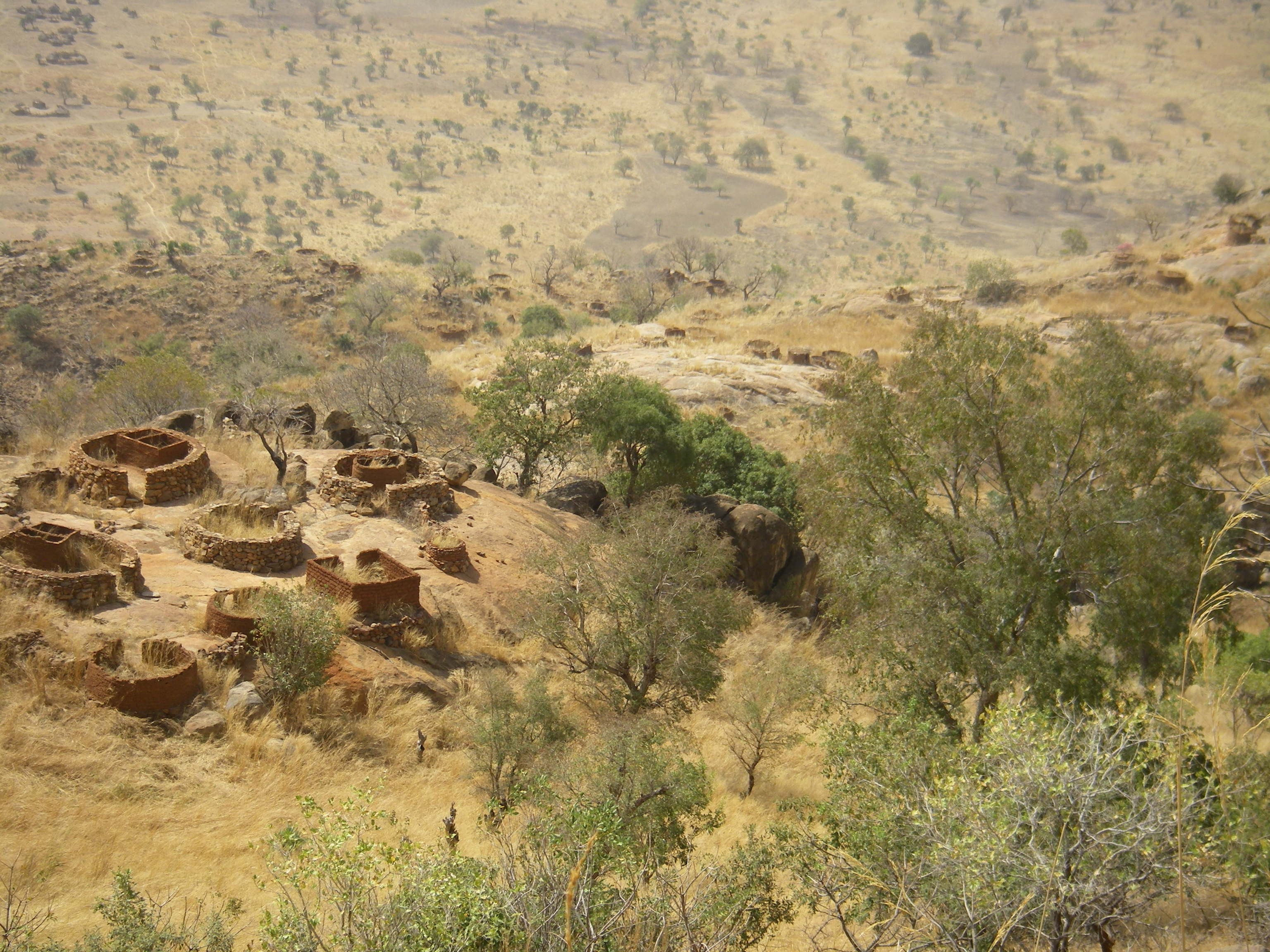

- الملكية
- الرديف
- حي السوق
- البان جديد
- حجر النار
- كليمو
- حجر المك
- أم بطاح
- المخيمات
- كُلبا
- حي الجِكو
- حي الفقرا
- حي بانت
- حي اللقوري
- السرف
- حجر بليلة
- دردق
- حي مرتا
- حي الموظفين الشرقي
- حي الموظفين الغربي
- حي القادسية
- القردود
- حي السمة شرق
- حي السمة غرب
- حي المثلث
- حي تافري
- حي السلخانة
- حي تلو
- حي الكوز
- حي السلامات
- التنمية

## الطوبغرافيا
تقع كادوقلي في منطقة جبال النوبا وتحيط بها سلسلة من التلال، أبرزها جبل كادوقلي الذي تحمل المدينة اسمه ويبلغ ارتفاعه حوالي 761 متر وحولها مساحات واسعة من السهول تشقها عدة خيران تفيض بالمياه في موسم الأمطار موسمية تتجه في جريانها عادةً من الشمال إلى الجنوب. وتتكون جبال النوبا من عدة تلال وجبال. فإلى جانب جبل كادوقلي تشمل جبال النوبا، جبال الدلنج وكاودة، والجبل الأبيض والقيقر، وهيبان وجبل الريكة، وجبل السما، والليري، وأمدوال وجبل كلولو. 

## الإعلام
توجد إذاعة محلية  هي إذاعة كادوقلي.

## السكان

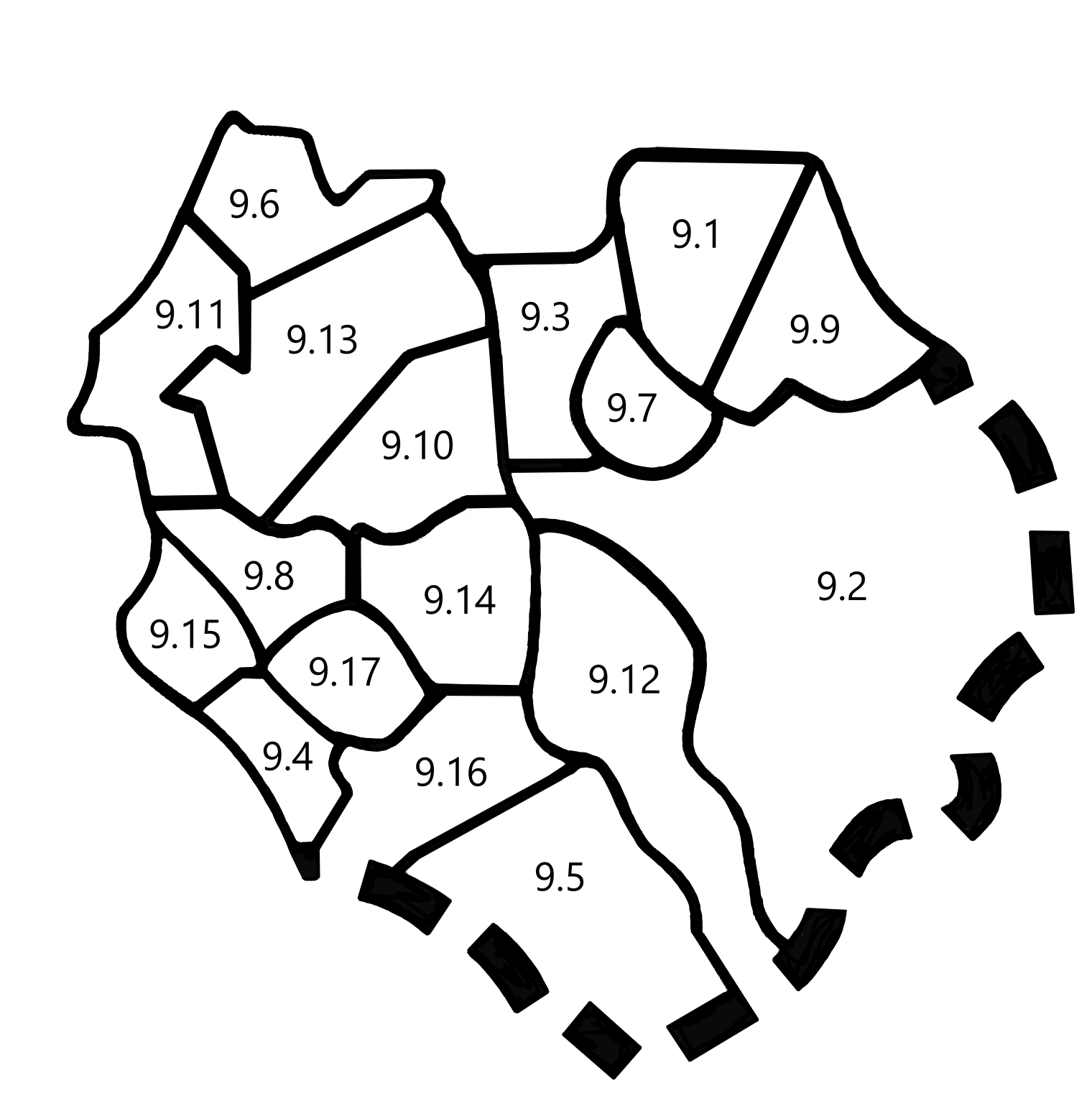
9,15 منطقة كادوقلي/مناطق السودان :

يتكون النسيج الاجتماعي في كادوقلي من عدة أثنيات قبلية تنمي إلى قبائل البقارة كالحوازمة والمسيرية إلى جانب قبائل النوبا مثل الفندة، كرتالا، كندجي، كاركو، كجورية، أبجنوك، دلنجاوين، كاشا، الشفر وغيرهم.
جدول يبين النمو السكاني بالمدينة خلال العقود الأربعة الماضية
| السنة         | عدد السكان |
| ------------- | ---------- |
| 1973          | 18.468     |
| 1983          | 45.698     |
| 1993          | 62.104     |
| 2010(تقديرات) | 93.518     |

## النقل والمواصلات

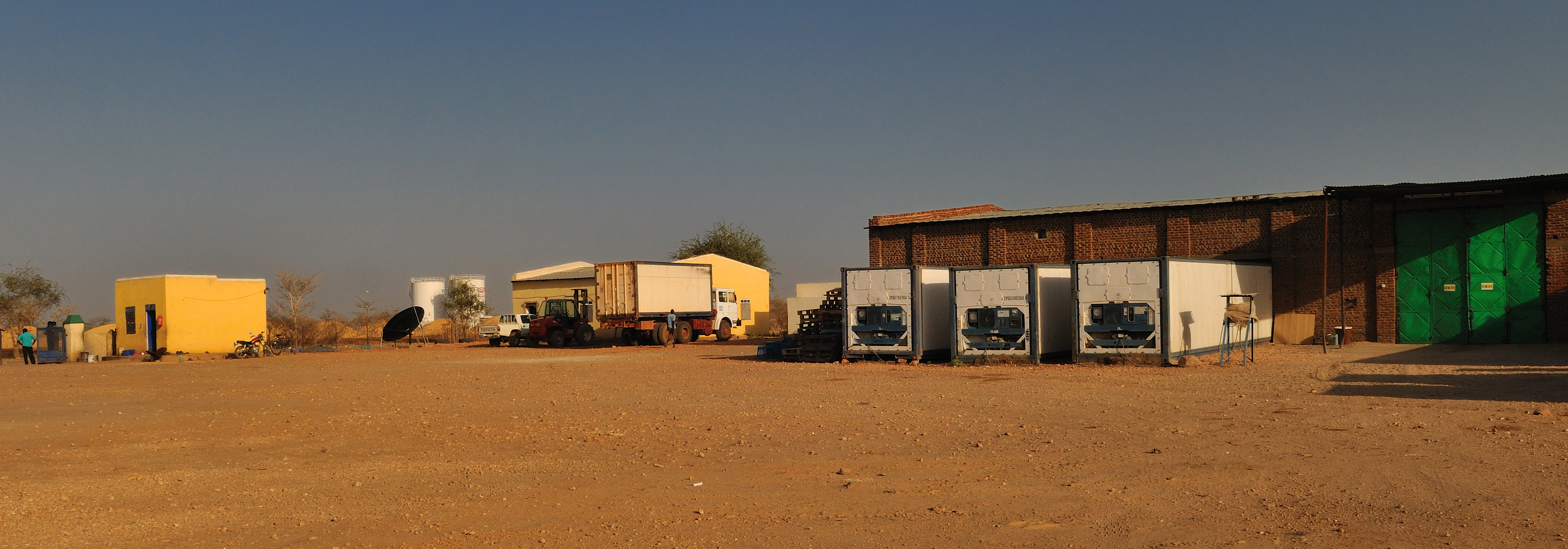
كادوقلي(السودان

ترتبط كادوقلي بطرق ممهدة بمدن مثل الأبيض عاصمة شمال كردفان على بعد 290 كيلومتر (180.24 ميل ) ومدينة تلودي وغيرها. ولا يوجد  فيها خط للسكك الحديدية  ولكن هناك مطار دولي رمزه  في المنظمة الدولية للطيران المدني ايكاو هو  HSLI  وفي  اتحاد النقل الجوي الدولي الأياتا  KDX  ويقع على ارتفاع 563 متر (  1848 قدم ) فوق سطح البحر، وله  مدرجا ممهد بطبقة الأسفلت طوله 2553 متر ( 8376 قدم ) وعرضه 53 متر (174 ) قدم.

## الثقافة والفنون

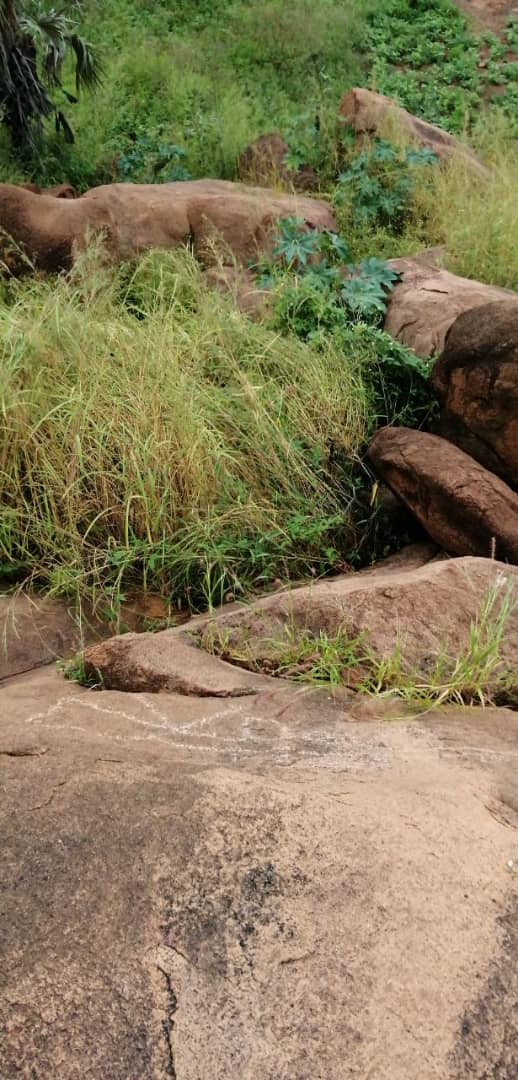
منظر طبيعي كادوقلي/ولاية جنوب كردفان.

يشتهر سكان المنطقة برقصة شعبية قومية الكمبلا تشتهر المدينه بعدد من الفرق الشعبية مثل فرقة ام السلام.